# Radar trans-horizon
Pour les articles homonymes, voir radar (homonymie).

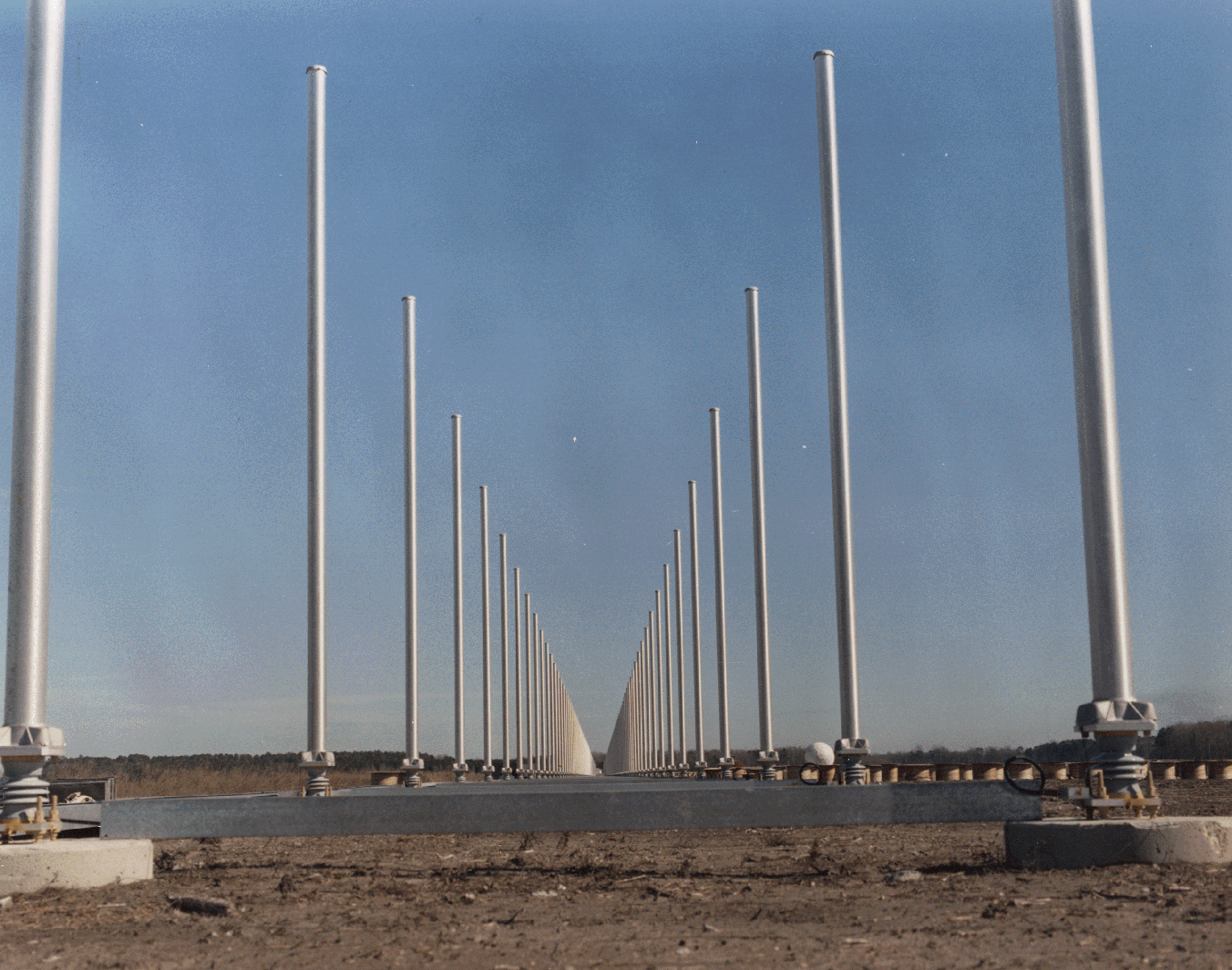
Radar trans-horizon déplaçable de l'US Navy, une série d'antennes dipôles.

Un radar trans-horizon, (en anglais : Over-the-horizon radar - OTH) est un équipement radar qui permet le repérage d'une cible à très longue distance, de l'ordre de quelques milliers de kilomètres.

## Principe de fonctionnement
Les ondes radio — qui sont une forme de rayonnement électromagnétique — se propagent le plus souvent en ligne droite. Cette caractéristique limite leur portée, et donc leur efficacité, à l'horizon-radar dû à la courbure de la Terre. Ceci représenterait environ 13 km dans le cas d'un radar situé à 10 m du sol en tenant compte des effets de réfraction atmosphérique. En revanche, si la cible se trouve elle-même à 10 m au-dessus du sol, la portée sera augmentée d'autant et elle sera détectée à 26 km par le même radar. De façon générale, il est quasiment impossible d'envisager des radars de portée supérieure à quelques centaines de kilomètres. Les radars transhorizon mettront en œuvre diverses techniques pour « voir » au-delà de l'horizon et auront ainsi un rôle primordial dans les systèmes de veille lointaine.
La méthode la plus courante utilisée avec un radar transhorizon consiste à se servir de la réflexion atmosphérique. Seules quelques bandes de fréquence ont la propriété de se réfléchir régulièrement sur les couches ionisées de l'atmosphère : les ondes courtes, ou HF (haute fréquence), situées dans la plage de fréquences de 3 à 30 MHz. Le signal radio, dans cette plage de fréquence, est renvoyé vers le sol par les couches de l'atmosphère lorsque les conditions atmosphériques favorables sont réunies. La fréquence que l'on doit choisir dépend donc des conditions atmosphériques et les systèmes utilisant ce type de propagation doivent suivre en temps réel l'évolution du signal sur les différentes fréquences pour toujours adopter celle qui fonctionne le mieux.
Après réflexion sur l'atmosphère, une petite partie du signal est renvoyée sur le sol qui, lui-même, va en réfléchir une petite partie vers le ciel, etc. Lorsque ce signal aura touché la cible, il sera renvoyé selon un chemin équivalent vers le récepteur radar situé à proximité de l'émetteur. On comprend bien que dans ces conditions, le signal « retour » est extrêmement faible et qu'il n'était pas envisageable d'exploiter réellement un radar transhorizon avant les années 1960 qui ont vu apparaître les premiers amplificateurs à très faible bruit.
Étant donné que le sol et la mer réfléchissent aussi les signaux radio, il va falloir envisager des systèmes pour séparer la cible du bruit de fond. Le plus simple est d'utiliser l'effet Doppler qui va se servir du décalage en fréquence créé par les objets en mouvement pour en mesurer la vitesse. En supprimant par filtrage le signal reçu en retour lorsqu'il est très proche de la fréquence d'émission, seuls les objets en mouvement, dont la fréquence se sera déplacée, resteront visibles. Ce principe élémentaire est utilisé dans la plupart des radars modernes, mais il devient beaucoup plus complexe dans le cas des radars transhorizon en raison des artefacts introduits par le mouvement de l'ionosphère elle-même.
La résolution d'un radar dépend à la fois de la largeur de son faisceau et de la distance de la cible. Par exemple, un radar qui aurait un faisceau dont la largeur ferait ½ degré d'angle d'ouverture et dont la cible serait à 120 km donnerait l'image d'une cible de 1 km de large. En raison des très longues portées d'utilisation des radars transhorizon, la résolution se compte en dizaines de kilomètres. Ceci fait qu'il est impossible d'utiliser de tels radars pour diriger une attaque contre une cible, mais, qu'en revanche, ils sont tout à fait adaptés comme système de veille lointaine. Pour obtenir un faisceau de ½ degré d'angle en HF, il faut envisager un réseau d'antennes de plusieurs kilomètres de long.

## Historique
En 1946, N.I. Kabanov, scientifique et ingénieur russe, propose l'idée d'un radar transhorizon qui pourrait détecter un avion à une distance de 3 000 kilomètres. Dès 1949, un radar transhorizon soviétique expérimental, nommé « Veyer » (éventail), voit le jour. Au cours de ses essais, le système détecte des tirs de missiles balistiques soviétiques de première génération à une distance de 2 500 kilomètres. Plusieurs installations de radars transhorizon sont mises en œuvre dans les années 1950 et 1960 dans le cadre d'un réseau radar de veille lointaine. Avec la fin de la guerre froide, ce type de radar est devenu moins stratégique, cependant, on observe de nos jours un « retour  » pour la surveillance maritime et la lutte contre le trafic de drogue.
Le docteur William J. Thaler est à l'origine des recherches primitives sur les radars transhorizon au Laboratoire de recherche de la marine américaine (Naval Research Laboratory). Son projet a été nommé « Project Teepee ». Le premier système expérimental, « Music », pour Multiple Storage, Integration, and Correlation (acquisition de données multiples, intégration et corrélation) était opérationnel dès 1955 et était capable de détecter des tirs de roquettes à plus de 950 kilomètres et des explosions nucléaires à plus de 2 700 kilomètres. En 1961, à la Baie de Chesapeake, on a construit une version très nettement améliorée de radar opérationnel : « Madre » pour Magnetic-Drum Radar Equipment (système radar à mémoire à tambours). Comme leurs noms l'indiquent, les deux systèmes étaient basés sur la comparaison des signaux réfléchis reçus, préalablement enregistrés sur des mémoires de masse à tambour, le seul système à haute vitesse disponible à l'époque.
Le premier système réellement opérationnel était de conception anglo-américaine et fut baptisé « Cobra Mist ». Sa construction a commencé à la fin des années 1960, il était constitué d'un énorme émetteur de 10 MW et pouvait détecter des avions dans l'Ouest de l'URSS depuis le Suffolk (Angleterre) où il était installé. Lorsqu'on commença les essais en 1972, un bruit parasite tout à fait inattendu rendait le système inutilisable. Le site fut finalement abandonné en 1973 et l'origine de ce parasite n'a jamais été découverte.
Pendant le même temps, les Soviétiques travaillaient également sur des systèmes équivalents et, en 1971, ils commencèrent les essais de leur propre système expérimental. Peu après, le premier système opérationnel dont le nom de code à l'Ouest était « Steel Yard » (surface d'acier), fut mis en service en 1976.

### Radars transhorizon: USAF

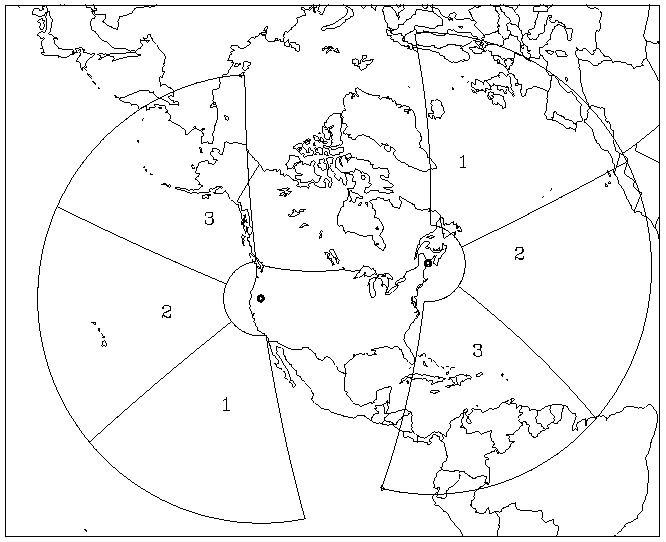
Couverture de l'OTH-B depuis les stations du Maine et de l'Oregon.

Le Rome Laboratory de l'USAF rencontra le premier succès américain avec le AN/FPS-118 OTH–B. Il s'agit d'un prototype, avec un émetteur d'une puissance de 1 MW et un récepteur séparé, situé dans l'État du Maine. Il permettait, entre 900 et 3 300 km, une couverture avec un angle supérieur à 60 degrés. L'angle d'ouverture pouvait être porté jusqu'à 180 degrés par l'adjonction de récepteurs supplémentaires (chaque portion de 60 degrés était appelée un « secteur »). La GE Aerospace (Générale électrique aérospatiale) était chargée de l'extension du système côtier oriental avec deux secteurs supplémentaires, et de la construction d'un autre système à trois secteurs sur la côte Ouest, un système à deux secteurs en Alaska et un système à un secteur dirigé vers le Sud. En 1992, l'US Air Force fit étendre la couverture du système oriental à trois secteurs de 15 degrés vers le Sud pour couvrir la frontière du Sud-Est. De plus, sa portée fut poussée à près de 5 000 km, au-delà de l'équateur. Il était en service de façon aléatoire 40 heures par semaine. Les sites de l'Est furent arrêtés mais gardés en état dans l'éventualité où ils devraient être réactivés.

En 2002, le classement du site de la côte Est fut dégradé et seule une maintenance minimale était assurée. On commença alors à envisager son démantèlement. En juillet 2007, toutes les installations de la côte Est étaient démolies.

### Radars transhorizon: US Navy
L'US Navy a également mis sur pied son propre système, le AN/TPS-71 ROTHR (Relocatable Over-the-Horizon Radar, Radar trans-horizon repositionnable) qui couvrait un angle de 64 degrés avec des portées de 900 à 3 000 km. Le ROTHR était prévu  pour surveiller les mouvements des bateaux et des avions sur l'Atlantique, et aussi pour coordonner les mouvements de la flotte bien avant l'engagement. Un prototype du ROTHR a été installé tout d'abord sur les îles Aléoutiennes (Alaska) — suffisamment isolées — pour surveiller la côte orientale de la Russie, de 1991 à 1993, puis fut déplacé dans l'État de Virginie pour surveiller le trafic de drogue couvrant l'Amérique centrale et les Caraïbes. Par la suite, un deuxième ROTHR fut installé au Texas ayant à peu près la même couverture dans l'Atlantique, mais couvrant aussi une partie du Pacifique jusqu'en Colombie. Il servait également à lutter contre le trafic de drogue.

### Radars transhorizon: URSS / Russie

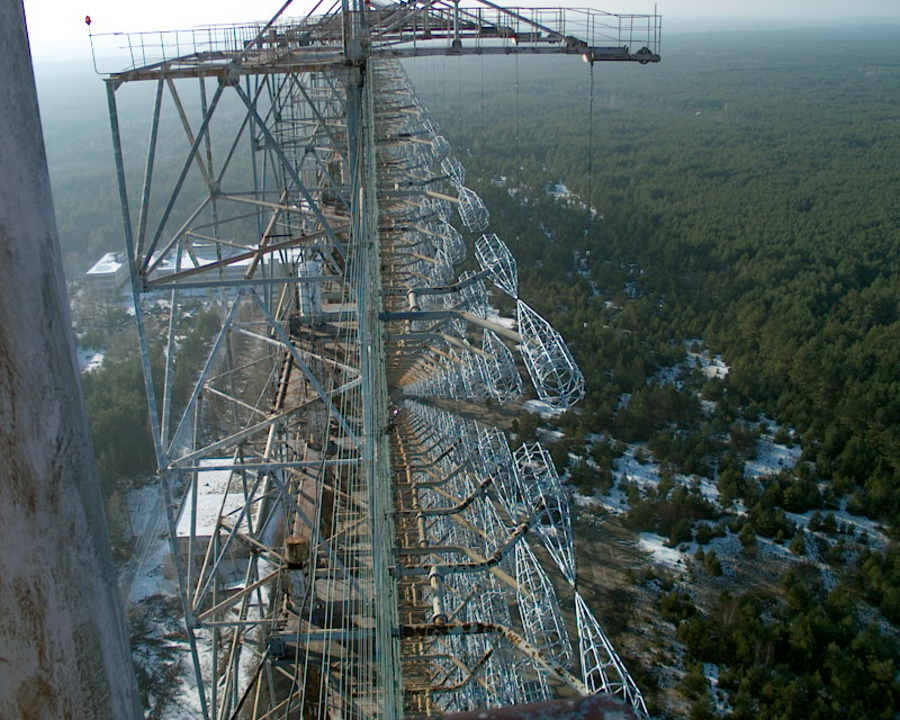
Antennes du radar trans-horizon Duga-3 (Дуга-3) près de Tchernobyl, Ukraine.

Les Soviétiques ont étudié des systèmes de radars trans–horizon dès les années 1950. Le premier modèle, appelé le Veyer (éventail) a été construit en 1949. Le projet sérieux suivant fut le Duga–2 construit à proximité de Mykolaïv sur la côte de la mer Noire à côté d'Odessa. Dirigé vers l'Est, le Duga–2 fut mis en service le 7 novembre 1971 et détecta avec succès des tirs de missiles lancés depuis l'Extrême-Orient et le Pacifique.
Le Duga–2 fut suivi du premier système réellement opérationnel le — Duga-3 — qui démarra en 1976 et auquel l'OTAN donna le nom de code de Steel Yard (surface d'acier). Le Duga–3 était situé à proximité de Gomel, près de Tchernobyl et était dirigé vers le Nord pour couvrir les États-Unis. Ses impulsions puissantes et répétitives au milieu de la bande des ondes courtes l'ont fait surnommer le pic-vert russe par les radioamateurs. Les soviétiques ont finalement modifié les fréquences en raison des interférences avec les communications air–sol des avions long–courrier, mais sans admettre qu'ils étaient à l'origine du brouillage. Un deuxième système fut mis en service en Sibérie.
À partir de 2013, la Russie met en place une nouvelle génération de radars transhorizon avec le déploiement du Radar Container (29B6).

### Radars transhorizon: Australie
À partir de 1998, l'Australie, pour sa part, développa par l'intermédiaire de l'Australian Department of Defence (département de la défense australien) le radar trans-horizon de Jindalee. La mise en service eut lieu en 2000. Jindalee est un radar trans–horizon « multistatique », c'est-à-dire avec un émetteur séparé et plusieurs récepteurs situés dans des endroits différents, permettant d'obtenir à la fois une longue portée et de bons résultats anti-furtivité. Curieusement, Jindalee est doté d'un émetteur de 560 kW — à comparer avec le système russe de 1 MW — et permet des portées très supérieures au système américain des années 1980 en raison de l'amélioration notable des systèmes électroniques de traitement du signal.

### Radars transhorizon: France
La France a développé un démonstrateur radar trans–horizon nommé « Nostradamus » dans les années 1990. Installé sur l'ancienne base aérienne de Dreux-Louvilliers, il entra en service au profit de l'Armée française en 2005[réf. nécessaire]. 
Il est conçu autour d'un système d'antennes en étoile à trois branches utilisé aussi bien en émission qu'en réception (radar monostatique dans lequel la réception et l'émission se font au même endroit) capable de détecter des avions à une distance entre 500 / 800 km et 2 500 / 3 000 km sur 360 degrés. La bande de fréquence utilisée s'étale de 6 à 30 MHz. Il s’avère capable de suivre les bombardiers furtifs américains B-2 spirit pendant leurs raids sur le Kosovo, de détecter le départ d'une fusée Ariane en Guyane à plus de 6 000 km de son lieu d'implantation et de suivre un avion durant tout son trajet entre le sud de la France et son arrivée en Tunisie avec une précision de 5 km.
Le projet de recherche STRADIVARIUS lancé en 2009 a permis de mettre au point un nouveau radar HF à ondes de surface capable de surveiller des zones maritimes jusqu’à 200 nautiques des côtes. Un site de démonstration est opérationnel sur les côtes méditerranéennes depuis janvier 2015.

## Approche différente
Dans un axe très différent, on a pensé utiliser les « ondes rampantes » (creeping wave) des ondes de sol à des fréquences très basses. Les ondes rampantes sont les ondes qu'on retrouve à l'arrière d'un objet en raison de la diffraction. Par exemple, elles sont la raison pour laquelle on entend avec les deux oreilles même un son émis sur le côté de la tête, ou encore que la réception de la radio diffusion sur ondes longues est possible derrière des montagnes. Dans le cas du radar, les ondes diffractent autour de la Terre elle-même. Bien que le traitement du signal de retour soit extrêmement complexe, ce type de radar est devenu possible vers la fin des années 1980 en raison du développement important de l'électronique.
Le premier radar de ce type est soviétique et surveille le trafic dans la mer du Japon. Un système récent est utilisé pour surveiller la côte canadienne. L'Australie a également mis en œuvre ce genre de technique.